# Boino, Kărdjali
Boino (în bulgară Бойно) este un sat în comuna Kărdjali, regiunea Kărdjali,  Bulgaria. 

## Demografie
Componența etnică a satului Boino
     Turci (72,7%)
     Nicio identificare (27,29%)
     Altele (0%)
La recensământul din 2011, populația satului Boino era de 348 locuitori. Din punct de vedere etnic, majoritatea locuitorilor (72,7%) erau turci. Pentru 27,29% din locuitori nu este cunoscută apartenența etnică.